# Лёгкая атлетика на летних Олимпийских играх 1900 — бег на 4000 метров с препятствиями
Соревнования по бегу на 4000 метров с препятствиями среди мужчин на летних Олимпийских играх 1900 прошли 16 июля. Приняли участие восемь спортсменов из пяти стран.

## Призёры
| Золото                     | Серебро                       | Бронза                         |
| Джон Риммер Великобритания | Чарльз Беннетт Великобритания | Сидней Робинсон Великобритания |

## Соревнование
| Место | Спортсмен               | Результат  |
| ----- | ----------------------- | ---------- |
| 1     | Джон Риммер (GBR)       | 12.58,4    |
| 2     | Чарльз Беннетт (GBR)    | 12.58,6    |
| 3     | Сидней Робинсон (GBR)   | 12.58,8    |
| 4     | Жак Шастанье (FRA)      | Неизвестен |
| 5     | Джордж Ортон (CAN)      | Неизвестен |
| 6     | Франц Дюне (GER)        | Неизвестен |
| —     | Александер Грант (CAN)  | DNF        |
| —     | Таддеус Мак-Клейн (USA) | DNF        |